# Maximiliano Perg
Maximiliano Perg, vollständiger Name Maximiliano Perg Schneider, (* 16. September 1991 in Montevideo) ist ein uruguayischer Fußballspieler.

## Karriere
Der 1,85 Meter große Defensivakteur Perg stand seit der Saison 2011/12 im Kader des in Montevideo beheimateten Erstligisten Centro Atlético Fénix. Nach vier bzw. neun Erstligaeinsätzen – jeweils ohne persönlichen Torerfolg – in den Spielzeiten 2011/12 und 2012/13 kam er in der Saison 2013/14 in 22 Spielen (ein Tor) der Primera División zum Einsatz. In der Spielzeit 2014/15 wurde er 22-mal (kein Tor) in der höchsten uruguayischen Spielklasse eingesetzt. Während der Saison 2015/16 lief er in 26 weiteren Erstligaspielen (kein Tor) auf. Anfang Juli 2016 wechselte er zum Club Atlético Peñarol. Er unterschrieb einen Zweijahresvertrag. Der Verein erhielt eine 30-prozentige Beteiligung an den Transferrechten. Bei den „Aurinegros“ wurde er zwölfmal (kein Tor) in der Liga, einmal (kein Tor) in der Copa Sudamericana 2016 und zweimal (kein Tor) in der Copa Libertadores 2017 eingesetzt. Ende Juli 2017 verpflichtete ihn der von Hernán Cristante trainierte mexikanische Verein Deportivo Toluca.